# Pico Stejneger
El Pico Stejneger (en inglés: Stejneger Peak) es un pico de 209 m s. n. m. y se ubica a la cabeza de la ensenada Evermann en la isla Pájaro, Georgia del Sur, un territorio ubicado en el océano Atlántico Sur, cuya soberanía está en disputa entre el Reino Unido el cual las administra como «Territorio Británico de Ultramar de las islas Georgias del Sur y Sandwich del Sur», y la República Argentina que las integra al Departamento Islas del Atlántico Sur, dentro de la Provincia de Tierra del Fuego, Antártida e Islas del Atlántico Sur.
Fue encuestado por la Expedición Biológica de Georgia del Sur, entre 1958 y 1959. Fue nombrado por el Comité Antártico de Lugares Geográficos del Reino Unido (UK-APC) en 1960 por Leonhard Stejneger (1851-1943), zoólogo estadounidense que hizo investigaciones importantes de lobos marinos y aves en las islas del mar de Bering, al final del siglo XIX, miembro de la British American Joint Commission del Fur Seal Investigación en el Mar de Bering en 1896.